# Gonia turkestanica
Gonia turkestanica är en tvåvingeart som först beskrevs av Boris Borisovitsch Rohdendorf 1928.  Gonia turkestanica ingår i släktet Gonia och familjen parasitflugor. Inga underarter finns listade i Catalogue of Life.